# F.T. Island
F.T. Island (кор. 에프티 아일랜드 або FT아일랜드) — південнокорейський бой-бенд, що виконує рок-балади. Гурт був утворений під керівництвом FNC Entertainment у 2007 році. F.T. Island дебютували на сцені музичного шоу M! Countdown 7 червня 2007 з синглом «Love Sick». Їхній дебютний альбом Cheerful Sensibility став шостим за результатами продажів 2007 року.

## Назва
Назва гурту F.T. Island розшифровується як англ. Five Treasure Island (укр. Острів П'яти Скарбів). П'ять скарбів — це п'ять учасників гурту. Офіційний колір гурту — жовтий.

## Кар'єра
Перший альбом F.T. Island мав вийти в травні 2007. У підсумку, замість того, що б випустити альбом в обіцяні терміни, всі учасники гурту з'явилися в програмі "Dugeun Dugeun Yeochinmandeulgi" на корейському телевізійному каналі Mnet. Офіційно назва програми канал Mnet перекладає як "Хочеш бути моєю дівчиною?", Хоча дослівне значення даної передачі — «звук, відтворений серцем» (стук серця). Гурт так само виступив на сцені в Rolling Hall і дав свій перший концерт в Live House Melon -AX, Gwangjang — dong в Сеулі 27 травня 2007. 7 червня 2007 F.T. Island запропонували виступили зі своєю першою піснею в музичній передачі M Countdown. Так само вони вразили всіх тим, що не просто з'явилися на цьому шоу, але і виграли свою першу нагороду, залишивши позаду багатьох топових виконавців Кореї, таких як Dynamic Duo і Fly To The Sky. І це всього за перші 2 тижні після дебюту.
У лютому 2009 хлопці з FT Island порадували своїх шанувальників новою роботою — мініальбомом під назвою Jump Up, до якого увійшли шість нових композицій. Свій новий альбом хлопці записували в зміненому складі. 28 січня 2009 зі складу гурту вийшов вокаліст О Вон Бін. На зміну йому 9 лютого прийшов 17-річний вокаліст, гітарист і репер Сон Син Хьон. Прихід нового учасника хлопці розглядають як привід для ще одного ривка вперед, що й знайшло відображення у назві нового мініальбому гурту. За загальним визнанням Сон Синхьон безумовно привніс новий струмінь у творчість FT Island. Під час запису свого нового диска хлопці вирішили відійти від уже сформованого стереотипу «ідолоподобного гурту», що складається з миловидних молодиків, який з самого початку створюється і розкручується як кумир для тінейджерів. Якщо раніше для запису альбомів гурту запрошувалися сесійні музиканти зі сторони, то всі пісні для свого нового диска хлопці виконали під власний акомпанемент. Всі учасники гурту FT Island відмінно володіють грою на різних музичних інструментах.

## Учасники

#### Дійсні учасники
- Лі Хон Кі
- Лі  Дже Джін
- Чхве Мін Хван

#### Колишні учасники
- Чхве Чон Хун
- О Вон Бін
- Сон Син Хьон

## Дискографія

### Корейські альбоми
- Cheerful Sensibility (2007)
- Colorful Sensibility (2008)
- Cross & Change (2009)
- Five Treasure Box (2012)
- I Will (2015)
- Where's the Truth? (2016)
- Over 10 Years (2017)

### Японські альбоми
- So Long, Au Revoir (2009)
- Five Treasure Island (2011)
- 20 [Twenty] (2012)
- Rated-FT (2013)
- New Page (2014)
- 5.....Go (2015)
- N.W.U (2016)
- United Shadows (2017)
- Planet Bonds (2018)
- Everlasting (2019)

## Фільмографія
- Cheongdam-dong 111 (2013–14)[2]
- Coming Out FTIsland (2015)[3]

## Нагороди і номінації
F.T. Island виграли декілька головних нагород у Південній Кореї, включно з Golden Disk Awards, Mnet Asian Music Awards та Seoul Music Awards. Вони також неодноразово перемагали у популярних музичних шоу як Inkigayo, M! Countdown та Music Bank.